# スカイ・トレイル
『スカイ・トレイル』（Sky Trails）は、2017年9月29日にBMG Musicからリリースされたデヴィッド・クロスビーの6枚目のソロ・アルバム。

## 概要
クロスビーの最初の3枚のソロ・アルバムは22年間に渡って登場したのに対し、クロスビーにとっては4年足らずで3枚目のアルバムである。アルバムのミュージシャンは、クロスビーのさまざまな21世紀のコラボレーションから部分的に派生している。プロデューサーのジェームズ・レイモンドとジェフ・ピーヴァーは、「CPR」でのクロスビーのバンドメイトであった。 アンドリュー・フォードとスティーヴ・ディスタニスラオは、それぞれそのバンドのツアー・ベーシストとドラマーであった。スナーキー・パピーのマイケル・リーグとベッカ・スティーブンスはクロスビーの前のアルバムに参加しており、ディーン・パークスはクロスビーが長年のパートナーであるグラハム・ナッシュと行った2004年のアルバムに参加していた。

## 収録曲
| #         | タイトル                          | 作詞・作曲                     | 時間  |
| --------- | --------------------------------- | ------------------------------ | ----- |
| 1.        | 「She's Gotta Be Somewhere」      | James Raymond                  | 4:47  |
| 2.        | 「Sky Trails」                    | David Crosby, Becca Stevens    | 4:51  |
| 3.        | 「Sell Me a Diamond」             | David Crosby, James Raymond    | 5:29  |
| 4.        | 「Before Tomorrow Falls on Love」 | David Crosby, Michael McDonald | 3:52  |
| 5.        | 「Here It's Almost Sunset」       | David Crosby, Mai Agan         | 3:54  |
| 6.        | 「Capitol」                       | David Crosby, James Raymond    | 6:58  |
| 7.        | 「Amelia」                        | Joni Mitchell                  | 5:39  |
| 8.        | 「Somebody Home」                 | David Crosby                   | 4:39  |
| 9.        | 「Curved Air」                    | David Crosby, James Raymond    | 4:45  |
| 10.       | 「Home Free」                     | David Crosby, James Raymond    | 5:41  |
| 合計時間: | 合計時間:                         | 合計時間:                      | 50:35 |

## 参加ミュージシャン
- デヴィッド・クロスビー— ボーカル、アコースティック・ギター (10)
- ジェームズ・レイモンド – アコースティック ピアノ (1、3、4、6、7、10)、エレクトリック ピアノ (1、3、5、6)、シンセサイザー (1-5、7、10)、シンセ ベース (1、3、7) )、ホーン・アレンジ (1)、ドラム・プログラミング (3、6)、ボコーダー(5、9)、その他すべての楽器 (9)、バッキング・ボーカル (9)、アコースティック・ギター (10)、パーカッション (10)
- ディーン・パークス– エレクトリック・ギター (1, 6)
- ベッカ・スティーヴンス – アコースティック ギター (2)、ボーカル (2)
- ジェフ・ピーヴァー– エレクトリック・ギター (3)
- グレッグ・ライス – ペダル・スティール・ギター(3, 6, 7)
- スティーブ・ポステル – アコースティック・ギター (6)
- マイ・アガン – ベース (2、4、5、10)、バッキング・ボーカル (5)
- アンドリュー・フォード – ベース (6)
- スティーブ・ディスタニスラオ– ドラム (1, 3, 5, 6)
- ゲイリー・ノヴァク– ドラムス (9)
- スティーヴ・タヴァローニ – テナーサックス(1)、ソプラノサックス(2、5、6)、 EWI (5、6)、アルトフルート(9)
- ウォルト・ファウラー – フリューゲルホルン(1)
- ジェイコブ・コリアー – バッキング・ボーカル (1)

「Somebody Home」の楽器
- スナーキーパピー：
- ビル・ローレンス – アコースティック・ピアノ
- ジャスティン・スタントン – エレクトリックピアノ
- ショーン・マーティン- シンセサイザー
- コーリー・ヘンリー-オルガン
- ボブ・ランゼッティ – ギター
- マーク・レッティエリ – ギター
- クリス・マックイーン – ギター
- マイケル・リーグ- ベース
- ロバート・"スプット"・シーライト – ドラムス
- ネイト・ワース - パーカッション
- ジェフ・コフィン-アルトサックス、フルート
- クリス・ブロック - テナーサックス
- ジェイ・ジェニングス – フリューゲルホルン
- マイク "マツ" マハー – フリューゲルホルン

## 制作
- ジェームズ・レイモンド – プロデューサー、レコーディング (1-7、9、10)
- ダン・ガルシア – レコーディング (1-7、9、10)、ミキシング
- アンドレ・マーカー – ベース録音 (4)
- エリック・ハートマン – レコーディング (8)
- メーリス・ティノ – ベースレコーディング (10)
- ジョエル・ジャックス – アシスタントエンジニア
- ビル・ラング – アシスタントエンジニア
- リッチ・トシ – アシスタントエンジニア
- エド・ウォン – アシスタントエンジニア
- ネイト・ヘイズ – ミックスアシスタント
- バーニー・グランドマン– マスタリング
- エミリア・カナス・メンデス – アートワーク
- ジェフリー・パリッシュ – 写真
- バンブー・スタジオ – 写真
- マイク・チャドウィック – マネージメント
- The Bamboom Room (カリフォルニア州アルタデナ) で録音。 Groove Masters (カリフォルニア州サンタモニカ); Rumor Mill Recording (カリフォルニア州サンタ イネス);サンセット サウンド(カリフォルニア州ハリウッド);エスプレネード スタジオ (ルイジアナ州ニューオーリンズ); Amaja Studio と Tuhalaane Studio (エストニア)。
- ミキシング アット サンセット サウンド
- バーニー グランドマン マスタリング(カリフォルニア州ハリウッド) でマスタリング。